# Addison Road
Addison Road é uma banda cristã de pop rock e rock alternativo vinda de Dallas, Texas. A banda assinou contrato com a INO Records em 2007, e em 18 de março de 2008 lançou o seu álbum de estreia auto-intitulado Addison Road, com os singles "All That Matters" e "Sticking With You".

## História
Jenny Chisolm (atualmente chamada de Jenny Simmons) conheceu Ryan Simmons na Universidade Baylor, em Waco. Eles começaram a escrever canções juntos e depois começaram a fazer pequenas apresentações. Ryan tocava violão e Jenny cantava. Tornou-se evidente que eles precisavam de uma banda completa, então eles encabeçaram uma lista de amigos: Jay Henderson na bateria, e um amigo da igreja, Ryan Gregg, na guitarra, (apesar de ele nessa época ja estar em uma banda chama Tribe America). Eles fizeram 4 gravações demo para a recém-formada "Jenny Chilson Band".
Até janeiro de 2001 eles estavam prontos para ter um verdadeiro produtor, Chuck Dennie do The Tree, e gravaram um álbum de estúdio completo. Esse primeiro álbum independente foi chamado de Not What You Think. Em seguida outro amigo se uniu a eles: Travis Lawrence, como baxista. Em 2002, Jenny e Ryan já estavam casados. Eles se mudaram para Dallas para se tornarem uma banda em tempo integral. Eventualmente eles mudaram o nome da banda para "Addison Road". Mas tarde naquele anos eles vieram a lançar um segundo álbum independente chamado Breaking Beautful. Eles logo após vieram a ter um novo baterista e começaram a fazer apresentações em cultos em sua igreja local. Eles ministraram um culto de adoração em um acampamento de verão da igreja para cerca de 8 000 jovens, essa foi a inspiração para o seu novov álbum lançado em 2006, Some Kind of Spark.
Depois de passar seis anos como uma banda independente, O Addison Road lançou em 18 de março de 2008 o seu primeiro álbum de estúdio, auto-intitulado Addison Road, pela INO Records.

## Membros

### Membros atuais
- Jenny Simmons - vocal
- Ryan Gregg - guitarra, back vocal
- Ryan Simmons - guitarra, back vocal, piano
- Travis Lawrence - baixo, back vocal, gaita
- Jeff Sutton - bateria

### Ex-membros
- Josh Anzaldúa - bateria (2003-2004)

## Discografia
Álbuns
- Breaking Beautiful (independente), (setembro de 2003)
- Always Loved You (independente), (junho de 2005)
- Some Kind Of Spark (independente), (julho de 2006)
- Addison Road (INO Records), (março de 2008)

## Singles
- "All that Matters"
- "Sticking With You"

## Clipe
- "Hope Now"